# Sylvestre-François Lacroix
Pour les articles homonymes, voir Lacroix.
Sylvestre-François Lacroix ou De la Croix, né le 28 avril 1765 à Paris et mort le 24 mai 1843 à Paris, est un mathématicien français dont le  Traité du calcul différentiel et du calcul intégral eut une très grande influence au XIXe siècle.

## Biographie

### Études
Issu d'une modeste famille parisienne, Lacroix fut initié aux mathématiques par l'abbé Joseph-François Marie, professeur au collège des Quatre-Nations, et suivit durant les hivers 1780-1781 et 1781-1782 les cours d'« analyse appliqué à la géométrie » (géométrie analytique), que Gaspard Monge dispensait à la chaire d'hydrodynamique du Louvre comme assistant de Charles Bossut. Monge, qui était alors professeur à l’École royale du génie de Mézières, venait de rejoindre la capitale à la faveur de sa nomination comme adjoint à l'Académie royale des sciences. Il n'enseignait toutefois pas la géométrie descriptive, car les méthodes de cette discipline (double projection, relèvement, rabattement, plans tangents) étaient tenues comme un secret militaire. Lacroix soupçonna toutefois l'existence d'une discipline permettant la solution géométrique de problèmes de géométrie dans l'espace. Fin 1779 Pierre Charles Le Monnier, professeur de physique au Collège royal de France, propose à Lacroix, alors âgé de 14 ans, de travailler sur des observations lunaires, travaux de calcul difficiles qu'il mène durant deux ans.

### École des gardes de la Marine de Rochefort
Lacroix avait montré de telles dispositions pour les mathématiques que Monge le fit nommer, à l'âge de 17 ans, professeur de mathématiques à l'école des gardes de la Marine de Rochefort le 1er décembre 1782. Monge obtient d'ailleurs la charge d'examinateur des élèves gardes du Pavillon et de la Marine en octobre 1783 après la mort d'Étienne Bézout). Lacroix travaille alors sur la résolution d'équations différentielles partielles non linéaires grâce aux méthodes de Monge puis reprend des recherches en astronomie en lien avec les observations de Lemonnier et Lacaille. Ses Tables du Soleil sont présentés à l'Académie royale des sciences le 15 janvier 1785 par Lemonnier et ses travaux sur les dérivés partielles le 14 décembre de la même année par Condorcet.

### Retour à Paris
Fin 1785, Monge conseille à Condorcet de choisir Lacroix pour enseigner sous sa direction les mathématiques au Lycée, établissement d'enseignement supérieur privé créé à Paris sous le nom de Musée et qui était alors en pleine réorganisation. Lacroix commence ses cours en janvier 1786. Il est également chargé le 13 février 1787, en remplacement de Prévost, de la suppléance de Joseph Lepaute Dagelet (parti avec La Pérouse) pour le cours de mathématiques de l’école des cadets-gentilshommes. Il continue alors ses travaux de recherches et réédite avec Condorcet les Lettres à une princesse d'Allemagne d'Euler. Il reçoit en 1787 une partie du prix (1800 livres) de l'Académie royale des sciences consacré à la navigation et au commerce dont le sujet du concours était la théorie des assurances maritimes et pour lequel il travaille sur le calcul des probabilités en collaboration avec Condorcet. C'est à cette époque que Lacroix se marie. Cependant, il perd ses deux places à la suite de la suppression de son cours de mathématiques au Lycée en août 1787, à cause de sa faible fréquentation, et la suppression de l'école des cadets-gentilshommes au début de 1788.

### École royale d'artillerie de Besançon
Lacroix est nommé le 30 mars 1788, en remplacement de Pruvost, professeur de mathématiques, physique et chimie à l'école royale d'artillerie de Besançon sur recommandation de Pierre-Simon de Laplace, examinateur des aspirants et élèves de l'Artillerie depuis la mort de Bézout en 1783. Il rejoint l'école en septembre et y restera cinq années. Lors de ce séjour à Besançon, il pénètre les principes de la géométrie descriptive de Monge grâce aux indications données par deux anciens élèves de l'École royale du génie de Mézières en garnison dans le Jura, Justin Girod-Chantrans et Charles d'Amondans de Tinseau. Isolé des savants parisiens, il entretient une correspondance avec Monge, Cassini, Lalande, Legendre et Laplace. Il est élu correspondant de Condorcet par l'Académie royale des sciences le 29 aout 1789 et membre correspondant de la Société philomathique de Paris le 22 décembre 1792.

### Second retour à Paris
En 1793, il quitte sa place de professeur à Besançon pour succéder à Laplace en tant qu'examinateur de l'Artillerie, il fut de plus choisi par Monge en 1794 comme adjoint pour le cours de géométrie descriptive donné à l’éphémère École normale de l'an III. Il devint également la même année chef de bureau à la commission de l'instruction publique (poste qu'il quitte en 1799) et professeur de mathématiques à l'école centrale des Quatre-Nations. Il devient en 1799 membre de l'Institut national des sciences et des arts. En 1805 il devint professeur de mathématiques transcendantes au lycée Bonaparte (jusqu'en 1815) ; il devint à ce titre le premier titulaire de la chaire de calcul différentiel et intégral de la faculté des sciences de Paris et également son premier doyen (jusqu'en 1821). Il fut suppléé à partir de 1825 par Étienne-Louis Lefébure de Fourcy.
À partir de 1799, sa nomination comme répétiteur puis comme instituteur d'analyse à l'École polytechnique le conduit à rédiger la plupart de ses cours, avec l'idée de les améliorer. Il est nommé par décret du 7 juillet 1809 examinateur permanent près l'École polytechnique en remplacement de l'abbé Bossut, admis à la retraite. En 1812 il remplace Siméon Denis Poisson comme suppléant d'Antoine-René Mauduit au Collège impérial de France et devient titulaire à la mort de Mauduit en 1815. Lacroix quitta alors l'emploi d'examinateur permanent à l'École polytechnique à la fin de l'année 1815 et fut remplacé par Poisson. Il fut professeur au Collège royal de France jusqu'à son décès en 1843, mais y fut suppléé par Louis-Benjamin Francœur en 1828 et à partir de 1836 par Guillaume Libri.
Les ouvrages de Lacroix connurent une large diffusion au XIXe siècle, tant en Italie qu'en Angleterre : ils étaient encore utilisés plus de cinquante ans après leur rédaction. 
Un cratère lunaire a été nommé Lacroix en son honneur, par l'Union astronomique internationale en 1935.

## Œuvres

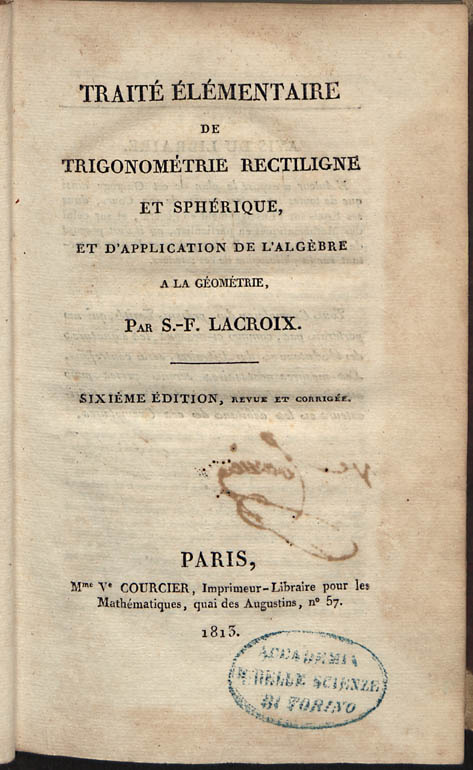
Traité élémentaire de trigonométrie rectiligne et sphérique, et d'application de l'algèbre à la géométrie, 1813

- Éléments de géométrie descriptive : essai de géométrie sur les plans et les surfaces courbes (1795), impr. Fuchs, Paris
- Éléments d'algèbre, a l'usage de l'École centrale des Quatre-Nations (1797), Chez Duprat, Paris.
- Traité du calcul différentiel et du calcul intégral (3 vol., 1797-1798), impr. Duprat, Paris. Une seconde édition abrégée parut en 1802, puis en 1810-1819 à destination de l'enseignement élémentaire : cette version connut neuf éditions entre 1802 et 1881. Elle est téléchargeable depuis Gallica.
- Traité élémentaire de trigonométrie rectiligne et sphérique et d'application de l'algèbre à la géométrie (1798), impr. Duprat, Paris.
- Complément des Éléments d'algèbre, a l'usage de l'École centrale des Quatre-Nations (1800), Chez Duprat, Paris.
- Traité élémentaire de calcul des probabilités, Paris, Mallet-Bachelier